# Georg af Klercker
Ernst Georg af Klercker, född 15 december 1877 i Kristianstad, död 13 november 1951 i Malmö, var en svensk skådespelare, manusförfattare och regissör samt tidigare militär. Han var en av den svenska filmens främsta pionjärer, tillsammans med Sjöström och Stiller.

## Biografi

### Bakgrund
Han var son till majoren Ernst Fredrik af Klercker och friherrinnan Charlotta Wilhelmina, född Bennet, samt bror till Fredrik och Kjell-Otto af Klercker. 
af Klercker avlade studentexamen i Lund 1897, officersexamen vid Svea livgarde 1900, blev löjtnant 1903 och kapten 1943. Han var ursprungligen militär (gardeslöjtnant) vid Svea livgarde men han var mer intresserad av teater och tog därför avsked 1907. Han gjorde en ung kvinna med olämplig social bakgrund med barn. Det var en tillfällig förbindelse, och kvinnan ville inte behålla barnet, men det ville af Klercker. De ingick ett äktenskap för att barnet inte skulle bli oäkta, men skildes efter några år då af Klercker tog hand om sonen född 1905. Skandalen omöjliggjorde en fortsatt militär karriär. Skandalen öppnade samtidigt möjligheter för af Klercker att göra det han innerst inne alltid hade velat, studera teater och bli skådespelare.

### Teater och filmkarriär
Han engagerades vid Hjalmar Selanders teatersällskap, där han gjorde sin debut som Ramsay i Fänrik Ståls sägner. Under några år drev han sitt eget turnésällskap, där den nya hustrun Selma ingick. Efter en kortare period på Dramaten anställdes han 1911 av Svenska Bio som ateljéchef på Lidingö. Efter bara några månader fick han regissera sin första film, Två bröder, vilken blev totalförbjuden av den nyinrättade stränga svenska censuren, men visades utomlands. Nästa film blev Dödsritten under cirkuskupolen, en film med hög kvalitet och med goda skådespelarinsatser av operettstjärnan Carl Barcklind och Selma af Klercker. Regissören själv hade också en roll i denna tvåaktare som blev en världssuccé, och såldes utomlands i 250 kopior, varav 50 i USA. Efter hand utvecklades förhållandet med Victor Sjöström och Mauritz Stiller på den ena sidan och Klercker på den andra. År 1913 arbetade af Klercker med spionmelodramen För fäderneslandet, som producerades i samarbete mellan Svenska Bio och det franska bolaget Pathé Frères. Under inspelningarna avbröts plötsligt bolagssamarbetet. Men af Klercker ställde upp för Pathé och reste till Köpenhamn för att göra klart filmen, och återvände därefter aldrig till ateljén på Lidingö, utan fortsatte i stället att arbeta inom filmen i Köpenhamn och Paris men inte som regissör, vilket han helst önskat.  
Det var på våren 1915 som af Klercker engagerades som produktionschef och regissör av chefen för Hasselblads Fotografiska Aktiebolag i Göteborg, Nils Bouveng. Till Göteborg anlände han i början av juni samma år. Som närmaste chef rapporterade af Klercker till Georg Hasselblad. Han var mycket produktiv under de två år han arbetade för Hasselblad. af Klercker regisserade tjugofem filmer under göteborgsepoken. af Klerckers filmer är melodramer och komedier med avancerad ljus- och bildsättning. 
År 1918 drog han sig tillbaka som regissör och blev direktör för högfjällshotellet Åregården i Åre varvat med skådespeleriet. af Klercker återvände redan efter ett år till teatern. Han fick roller i Stockholm och han turnerade tillsammans med sin finlandsfödda hustru Selma i Finland. När hans son rymt till Amerika och när Selma avlidit 1923 flyttade han till Malmö och fortsatte att arbeta som skådespelare. Dessutom ägnade han sig åt "affärsverksamhet".

### Övrigt
Under andra världskriget blev Klercker inkallad som reservofficer och återgick därmed till sitt gamla yrke under några år. Året efter kriget inträffade en av hans livs höjdpunkter, som beskrivs så här i en jubileumsskrift utgiven av Malmölogen inom Teaterorden TSO, som Klercker startat i Malmö: "När logen den 27 november 1946 fyllde tjugo, blev han föremål för ovationsartade hyllningar. Vid det senare tillfället kulminerade dessa i att en av logens prominenta bröder överlämnade ett utomordentligt porträtt av ordensgeneralen till logen, för att det där skulle för eftervärlden bära vittne om hans insats."
Georg af Klercker var gift tre gånger, första gången 1905-1909 med Tyra Zelina Sundqvist, andra gången 1911 med skådespelerskan Selma Wiklund och tredje gången den 22 oktober 1930 med Vera Boman (1904-1993).
Bland andra Ingmar Bergman har utnämnt af Klercker till en av den svenska filmens första mästare. Bergman gjorde även ett tv-drama om honom, Sista skriket (1995).
Georg af Klercker är begravd på Gamla kyrkogården i Malmö.

## Filmografi i urval

### Skådespeleri
- 1912 – I livets vår
- 1912 – Musikens makt
- 1912 – Dödsritten under cirkuskupolen
- 1913 – När kärleken dödar
- 1913 – Skandalen
- 1913 – Med vapen i hand
- 1914 – För fäderneslandet
- 1916 – Högsta vinsten
- 1916 – I minnenas band
- 1917 – För hem och härd
- 1922 – Vem dömer
- 1925 – Tre Lejon
- 1925 – Bröderna Östermans huskors
- 1931 – Hotell Paradisets hemlighet
- 1936 – Söder om landsvägen
- 1938 – Svensson ordnar allt!

### Regi
- 1912 – Dödsritten under cirkuskupolen
- 1912 – Jupiter på jorden
- 1912 – Musikens makt
- 1912 – Två bröder
- 1913 – Ringvall på äventyr
- 1913 – Skandalen
- 1913 – Med vapen i hand
- 1914 – För fäderneslandet
- 1915 – I kronans kläder
- 1915 – Rosen på Tistelön
- 1916 – Vägen utför
- 1916 – Kärleken segrar
- 1916 – Mysteriet natten till den 25:e
- 1916 – Ur en foxterriers dagbok
- 1916 – Trägen vinner eller Calle som skådespelare
- 1916 – Svärmor på vift eller Förbjudna vägar
- 1916 – Calle som miljonär
- 1916 – Calles nya kläder
- 1916 – Bengts nya kärlek eller Var är barnet?
- 1916 – Aktiebolaget Hälsans gåva
- 1916 – Ministerpresidenten
- 1916 – Fången på Karlstens fästning
- 1916 – Nattens barn
- 1916 – Högsta vinsten
- 1916 – I minnenas band
- 1916 – De pigorna, de pigorna!
- 1917 – Löjtnant Galenpanna
- 1917 – Revelj
- 1917 – Brottmålsdomaren
- 1917 – För hem och härd
- 1917 – Förstadsprästen
- 1917 – Mellan liv och död
- 1917 – Ett konstnärsöde
- 1917 – I mörkrets bojor
- 1918 – Fyrvaktarens dotter
- 1918 – Nattliga toner
- 1918 – Nobelpristagaren
- 1926 – Flickorna på Solvik

### Filmmanus
- 1912 – Musikens makt
- 1912 – Jupiter på jorden
- 1913 – Med vapen i hand
- 1913 – Skandalen
- 1913 – Ringvall på äventyr
- 1914 – För fäderneslandet
- 1915 – Rosen på Tistelön
- 1916 – Vägen utför
- 1916 – Trägen vinner eller Calle som skådespelare
- 1916 – Kärleken segrar
- 1916 – Svärmor på vift eller Förbjudna vägar
- 1916 – Calle som miljonär
- 1916 – Calles nya kläder
- 1916 – Ministerpresidenten
- 1916 – Fången på Karlstens fästning
- 1916 – Nattens barn
- 1917 – För hem och härd
- 1917 – Mellan liv och död
- 1917 – I mörkrets bojor
- 1918 – Nattliga toner

## Teater

### Roller (ej komplett)
| År   | Roll           | Produktion                    | Regi            | Teater                   |
| ---- | -------------- | ----------------------------- | --------------- | ------------------------ |
| 1927 | Anders Persson | Gustav Vasa August Strindberg | Gösta Cederlund | Helsingborgs stadsteater |
| 1950 |                | Bagarens hustru Marcel Pagnol | John Zacharias  | Helsingborgs stadsteater |